# Svetlana Loboda
Svetlana Loboda (ucraïnès: Світла́на Сергі́ївна Лобода́), actualment coneguda amb el nom artístic LOBODA (n. 18 d'octubre de 1982, Kíiv, RSSU, URSS) és una cantant i compositora ucraïnesa. Honrada com artista meritòria d'Ucraïna (2013), és ex-solista del grup VIA Gra (2004) i va participar en el Festival d'Eurovisió de l'any 2009.

## Orígens
Nascuda el 18 d'octubre de 1982 a Kíiv en el si de la família de Sergey V. Loboda i Natalia Loboda, es va graduar a l'escola de música amb coneixements de piano, direcció i acadèmica vocal.
Després de la seva primera formació musical va entrar a l'acadèmia del Circ de varietats de Kíev, a la branca de pop. Durant aquest període, es va convertir en una popular membre del grup musical Cappuccino, del qual Victor Doroshenko n'era el productor. El grup, a part de Loboda, estava format per Victòria Batui i Adeline. Uns quants mesos després de la seva creació, el grup no tenia feina, de forma que Loboda va començar a actuar en solitari sota el nom d'Alicia Gorn, inventat pel seu ex-productor Michael Jasinski en els clubs nocturns de Kíev, a l'esquena del productor del grup. Poc després Loboda abandonà la formació.
Després de la seva etapa amb Cappuccino, Loboda participà en la primera temporada del musical ucraïnès Кетч (dir. Victor Shulakov), on va interpretar un dels rols principals: la salvatge Mirani. Durant el temps que el musical estigué en actiu es va estrenar la cançó "Chernym Angelom" ("Черным Ангелом"), que en català significa "Àngel negre" i el seu videoclip.
El 28 de novembre de 2003 Loboda va crear la seva pròpia banda anomenada Кетч. A la primavera de 2004, després d'un càsting, Loboda es va convertir en la nova solista del trio VIA Gra. Com a part del grup, va participar en una gira per ciutats d'Àsia, va protagonitzar el clip "Biologiya" i un anunci d'Any Nou pel canal internacional de televisió Sorochinskaya Yarmarka. No obstant això, el setembre del mateix any Loboda va deixar el grup i el desembre va publicar el seu primer senzill.

## 2004-2009
El desembre de 2004 Svetlana Loboda juntament amb Taras Demchuk va gravar la cançó “Чёрно-белая зима” (“Hivern en blanc i negre”). Aquesta cançó va suscitar un gran interès tant a Ucraïna com a països propers. El novembre de 2005, va llançar el seu primer àlbum en solitari “Ты не забудешь” (“No oblidaràs”).
El 2006 va publicar nova música i es va estrenat com a presentadora en el programa "Showmania" a "Nova via".
El 2008 va llançar una col·lecció de roba anomenada "F*ck the macho", el mateix any va llançar el seu segon àlbum ‘‘Не мачо’’ (‘‘No macho’’). El 2009 es va publicar la seva segona línia de roba.

## Eurovisió 2009
A la primavera de 2009 el single, "Be My Valentine" va ser presentat a la selecció per a escollir la candidatura ucraïnesa al Festival d'Eurovisió. El 8 de març, Loboda va guanyar el programa televisat, guanyant el dret a representar Ucraïna a Moscou. El 18 de març estrenà el vídeo per presentar definiticament la candidatura ucraïnesa ‘‘Be My Valentine! (Anti-crisi girl!)’’.

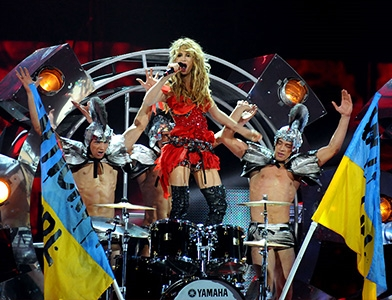
Svetlana Loboda actuant durant la segona semifinal del Festival de la Cançó d'Eurovisió 2009.

Finalment aconseguí classificar-se per a la final acabant en la 12a posició. Va aconseguir acapararar l'atenció dels mitjans durant la seva estada a Moscou per la seva forma d'actuar motiu pel qual es va crear una gran expectativa que va ser la responsable de que la posició final fos percebuda com un cert fracàs.
El gener de 2010, va llançar un videoclip per la seva cançó ‘‘Жить легко’’ (‘‘Viu fàcilment’’) parodiant la seva carrera després del ‘fracàs' a Eurovisió. Després llancà el senzill ‘‘Сердце бьётся’’ (‘‘Batecs del cor’’) amb el cantant ucraïnès Maksom Barskikh, amb el qual va gravar el que seria el videoclip més car fet mai a Ucraïna.

## LOBODA
El 2010 Svetlana Loboda va reanomenar el seu projecte i va registrar la marca ‘‘LOBODA’’. A l'estiu del 2010, va publicar el single "Революция" (‘‘Revolució’’). A l'estiu del 2011 va estrenar la cançó "На свете’’ (‘‘En el món'’) que aconseguiria mantenir-se durant mesos a dalt de tot de les llistes de venda del país.